# 2002 XF91
2002 XF91, também escrito como 2002 XF91, é um objeto transnetuniano que está localizado no Cinturão de Kuiper, uma região do Sistema Solar. Este corpo celeste é classificado como um provável cubewano. Ele possui uma magnitude absoluta de 6,9 e tem um diâmetro estimado com 183 km.

## Descoberta
2002 XF91 foi descoberto no dia 4 de dezembro de 2002, pelo astrônomo Marc W. Buie.

## Órbita
A órbita de 2002 XF91 tem uma excentricidade de 0,113 e possui um semieixo maior de 44,615 UA. O seu periélio leva o mesmo a uma distância de 39,580 UA em relação ao Sol e seu afélio a 49,650 UA.